# 一城美由希
一城美由希（日语：一城 みゆ希，本名千枝浩子，1949年8月23日—2023年10月24日）是日本的女性声优，Production baobab所属。

## 演出作品

### 電視動畫
1977年
- 小雙俠第一季（阿凱）

1980年
- 銀河鐵道999（庫夫倫）

1988年
- 美味大挑戰（荒川的母親）
- 奇天烈大百科（幸子）

1990年
- 以柔克剛（茱蒂·洛克威爾）

1991年
- 21衛門（知事）

1995年
- 圣少女（兰子）
- 鬼神童子ZENKI（阿宏的母親）

1996年
- 逮捕令（女性B）
- 聖天空戰記（恩希亞）

1997年
- 中华小当家（雷花夫人）

2000年
- 金田一少年之事件簿（安冈章子）
- 蒙面猫侠（卡莎爾）

2001年
- 名侦探柯南（茱蒂·斯泰琳）
- PROJECT ARMS（高槻美沙）

2003年
- 高桥留美子剧场（部长夫人）

2004年
- 绚烂舞踏祭（伊莉莎白·莉娅迪）
- 老师的时间（美香的母亲）
- 铁人28号 (第4作)（梅小路绫子）

2005年
- 地狱少女（氏家镜月）
- CLUSTER EDGE（莉奈的母親）
- 蜂蜜幸運草（秋子阿姨）

2006年
- 西方善魔女 Astraea Testament（卡格斯塔王女）

2007年
- 交响情人梦（桃平美奈子）
- 火箭女孩（校长）
- 魔人侦探食脑奈罗（绘石屋妙）
- 天使们的戏曲（舞山教务主任）
- 藍龍（阿羅馬的母親）

2009年
- 小雙俠（芭芭拉）

2010年
- 新哆啦A夢（貓頭鷹保母）

2011年
- 快盗天使双胞胎（神无月美佐江）
- 魔乳秘剑帖（寿乳尼）

2013年
- YUYU式（校长）
- 蠟筆小新（大迴轉夫人）
- 機巧少女不會受傷（黃泉）

2014年
- 宇宙浪子（阿喵之母）
- 巴哈姆特之怒 GENESIS（伊札貝利亞）

2015年
- 純潔的瑪利亞（瑪莎、旁白）
- 請問您今天要來點兔子嗎？？（千夜的祖母）

2016年
- 名侦探柯南 章节''ONE'' 缩小的名侦探（茱蒂·斯泰琳）

2017年
- 南鎌倉高校女子自行車社（神倉龍子）

2018年
- 三麗鷗男子（康太祖母）
- 黃金神威（呼奇）
- 海螺小姐（祖母大人）
- 黃金神威 第2期（呼奇）
- 艾梅洛閣下II世事件簿 -魔眼蒐集列車 Grace note- 第0話（依諾萊·巴爾耶雷塔·亞特洛霍爾姆）

2019年
- 艾梅洛閣下II世事件簿 -魔眼蒐集列車 Grace note-（依諾萊·巴爾耶雷塔·亞特洛霍爾姆）

2020年
- 動物新世代 BNA（大祖母）
- 請問您今天要來點兔子嗎？BLOOM（千夜的祖母）

2022年
- 明日同學的水手服（校長）
- 屁屁偵探（伊莉莎瑪夫人）
- 打工吧！！魔王大人（佐佐木榮）
- 機動戰士高達 水星的魔女（卡爾朵·納博）

2023年
- 黃金神威 第4期（呼奇）

2024年
- 奇異賢伴 黑色天使（帕斯卡爾）

### 剧场版
1985年
- 銀河鐵道之夜（馬爾索）

1998年
- 名偵探柯南：第十四號獵物（岡野十和子）

2007年
- 河童之夏（餐廳阿姨）

2013年
- 鲁邦三世VS名侦探柯南 THE MOVIE（茱蒂·斯泰琳）

2014年
- 名偵探柯南：異次元的狙擊手（茱蒂·斯泰琳）

2016年
- 名偵探柯南：純黑的惡夢（茱蒂·斯泰琳）

2017年
- 窈窕淑女 前篇 ～紅緒、花樣的17歲～（如月）

2018年
- 窈窕淑女 後篇 ～花樣的東京大浪漫～（如月）

2021年
- 名偵探柯南：緋色的彈丸（茱蒂·斯泰琳）
- 海岬的迷途之家（吉井）

2023年
- 名偵探柯南：黑鐵的魚影（茱蒂·斯泰琳）

### OVA
2011年
- 改造新人類（愛影老師）

2015年
- 機動戰士GUNDAM THE ORIGIN（羅潔露西亞·戴昆）

2019年
- 請問您今天要來點兔子嗎？？～Sing For You～（千夜的祖母）

2022年
- 機動戰士GUNDAM 水星的魔女 PROLOGUE（卡爾朵·納博[3]）